# Jean-Baptiste Vaquette de Gribeauval
Pour les articles homonymes, voir Vaquette.
Jean-Baptiste Vaquette de Gribeauval, né le 15 septembre 1715 à Amiens (paroisse Saint-Rémy) et mort le 9 mai 1789  à Paris, au 43 rue de Richelieu, officier et ingénieur, il réforme l'artillerie de campagne française.

## Biographie
Il est le fils d'Adrien Vacquette, sieur de Frechencourt, magistrat au présidial d'Amiens, maire de la ville (1715) et Elizabeth Romanet.  

### Jeunesse et premières armes
Jean-Baptiste s'engage dans l'artillerie royale en 1732. Promu officier en 1735, il partage son temps entre ses devoirs militaires et les études scientifiques. En 1752, il est nommé capitaine d'une compagnie de mineurs.

### Les années à l'étranger
Envoyé en mission en Prusse, puis en 1757, devenu lieutenant-colonel, il est détaché auprès de l'armée autrichienne à la veille de la guerre de Sept Ans. Il se distingue au siège de Glatz et dans la défense de Schweidnitz (1757). Fait prisonnier par les Prussiens, il est échangé, et retourne en Autriche où il est décoré de l'ordre de Marie-Thérèse par l'impératrice Marie-Thérèse.

### Retour en France
Rentré en France, il est promu maréchal de camp. En 1764, il est nommé inspecteur de l'artillerie, promu lieutenant général et commandeur de l'ordre de Saint-Louis. Dès 1765, il participe à la modernisation du corps des mines et de l’artillerie. Il fait éprouver à Strasbourg des pièces légères de bataille et démontre qu'elles durent aussi longtemps et qu'elles donnent des portées quasi identiques aux lourdes pièces de l'ancienne ordonnance de 1732 du général Jean-Florent de Vallière.
Il développe le premier système complet d'artillerie française, divisé en artillerie de campagne, de siège, de place et de côte, approuvé par l'ordonnance du 13 août 1765.

### Années de disgrâce
Malheureusement, son nouveau système allégé d'artillerie est contesté par les conservateurs conduits par le fils de Vallière, Joseph-Florent, lors de la fameuse querelle entre les anciens (les rouges) et les modernes (les bleus). Lorsque son protecteur le marquis de Choiseul tombe en disgrâce, son matériel est supprimé par l'ordonnance du 15 décembre 1772. Il se retire alors sur ses terres en Picardie à Bovelles (12 kilomètres au sud-ouest d'Amiens) où il se fait construire son château.

## Les réformes de l'artillerie

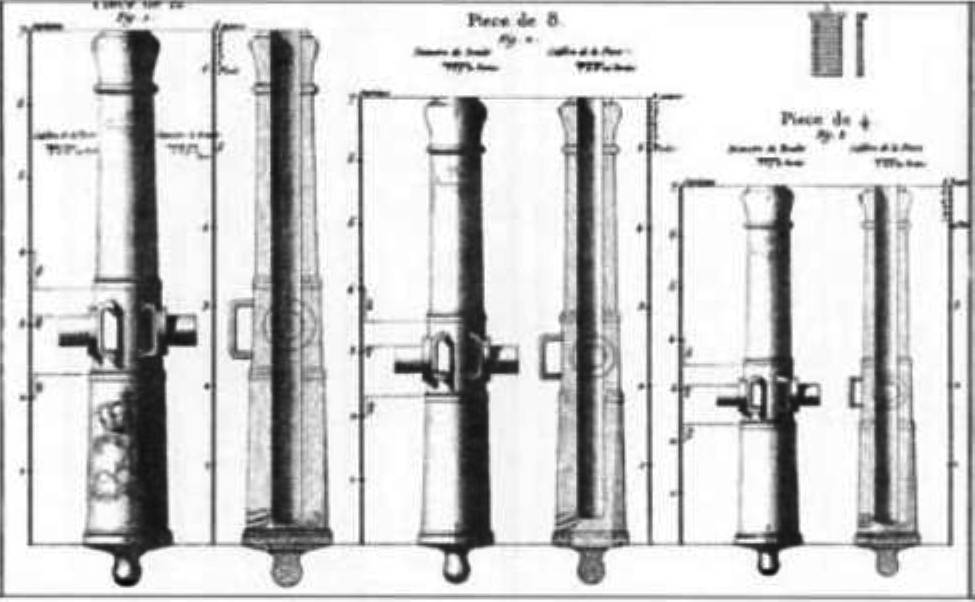
Standardisation et mobilité des pièces sont les deux principes du « système Gribeauval ».

En 1774, une commission de quatre maréchaux se prononce pour la réhabilitation du système Gribeauval, entérinée par l'ordonnance du 3 octobre 1774, année à laquelle il est élevé à la dignité de grand-croix dans l'ordre de Saint-Louis. À la suite de la mort de Joseph-Florent de Vallière, Gribeauval est finalement nommé premier inspecteur de l'artillerie en 1776 par le secrétaire d'état à la Guerre, le comte de Saint-Germain, qui lui demande de poursuivre son œuvre de réforme, aussi bien en ce qui concerne l'organisation et l'instruction du corps royal de l'artillerie, que pour l'amélioration de l'armement. 
Les pièces légères de campagne du système Gribeauval donneront à l'artillerie française une certaine supériorité sur celle des autres nations européennes lors des guerres de la Révolution, notamment lors de la bataille de Valmy (1792) remportée sur une coalition menée par la Prusse.
Cette réforme s'appliquait aussi aux fusils : elle était nécessaire, car même si les armes étaient faites dans des manufactures, chaque ouvrier avait ses habitudes ; à cela venaient s'ajouter des fusils pris à l'ennemi et qui étaient gardés dans les dépôts de l'armée. Un nouveau modèle de fusil est donc conçu et l'on décide de trier les armes : de mettre à la casse les moins bonnes et de réparer les autres pour les exporter. Un inspecteur, Jean Joseph Cassier de Bellegarde, est nommé en 1766 avec l'accord de Gribeauval.

### Les pièces de campagne Gribeauval

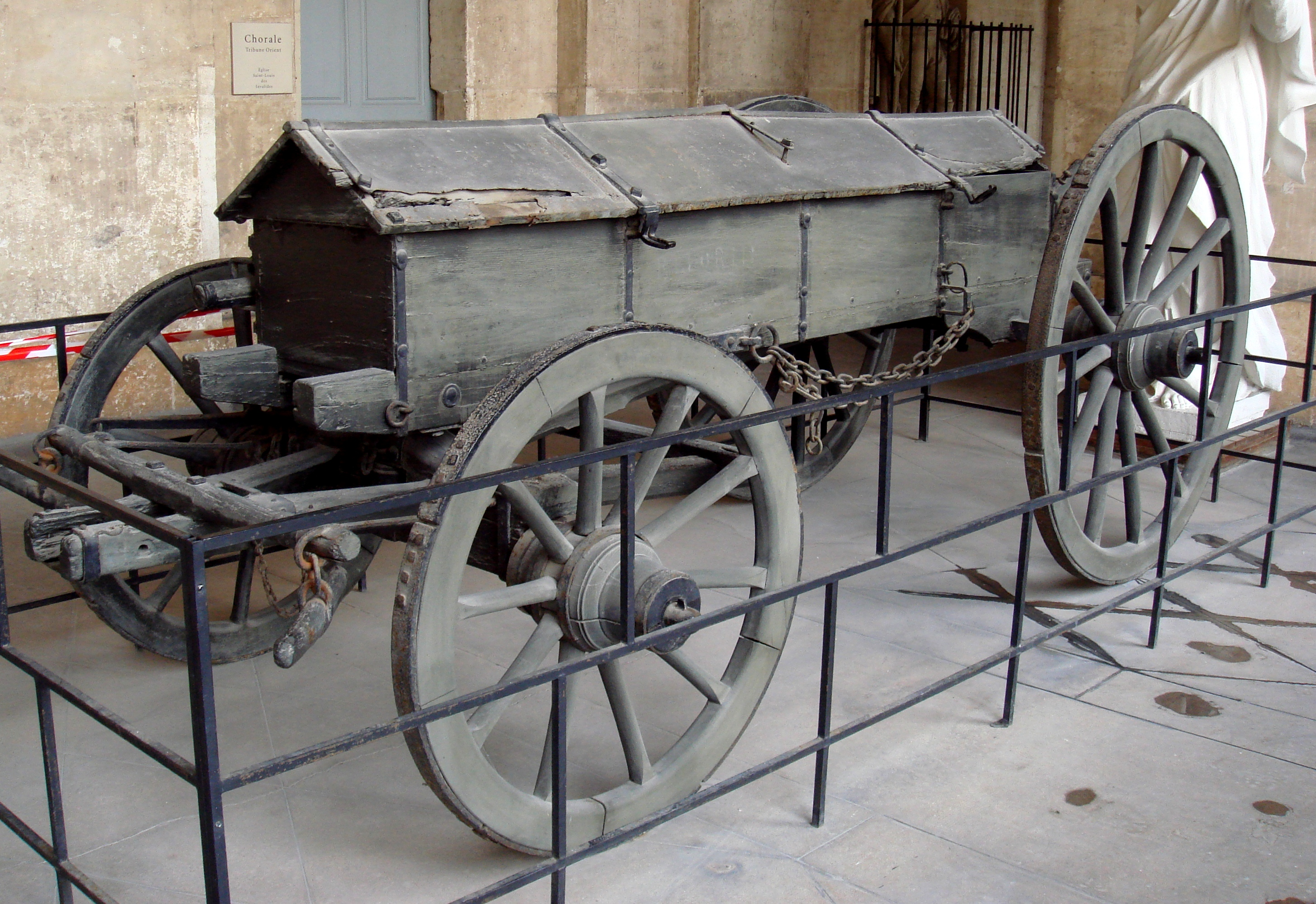
Un caisson d'artillerie Gribeauval.

S'inspirant de précédentes améliorations opérées dans les artilleries prussienne et autrichienne, Gribeauval s’attache à rationaliser l'artillerie de campagne et à la rendre à la fois plus mobile sur le champ de bataille et plus facilement réparable par l'interchangeabilité des pièces. Par ses travaux de rationalisation des dimensions, des tolérances, et l'utilisation d'instruments de précision et de gabarits pour la réception des pièces, Gribeauval peut être considéré comme le père de l'inspection qualité moderne. Ses Tables des constructions des principaux attirails de l'artillerie seront publiées en 1789, et les planches de dessins techniques en 1792.
L'artillerie de campagne est composée de trois types de canon en bronze tirant des boulets pleins en fonte de fer de 4, 8 et 12 livres (soit environ 2, 4 et 6 kilogrammes), ainsi que d'un obusier de 6 pouces également en bronze. La portée pratique est d'environ 600 mètres pour les boîtes à balles (improprement appelées cartouches à mitraille) et de 800 mètres pour les boulets. Par ricochet ceux-ci peuvent encore tuer jusqu'à 2 000 mètres. La pièce de 4 peut tirer deux coups à la minute et la pièce de 12 un coup. L'obusier de campagne tire un obus en fonte de fer creux chargé de poudre et coiffé d'une fusée en bois dont le canal est rempli d'une composition fusante qui s'enflamme au départ du coup, le tout pesant 24 livres (12 kilogrammes). L'obus se tire comme un boulet, puis éclate en fragments comme une bombe au bout d'une trentaine de secondes.
Les pièces de campagne sont équipées d'une hausse de mire pour pointer au-delà du but en blanc, et d'une semelle mobile sur laquelle repose la culasse de la bouche à feu, ajustable en hauteur par une vis de pointage.
Le service d'une pièce de canon est assuré par une demi-escouade d'artilleurs, composée de deux canonniers de première classe qui pointent la pièce, et de six servants. Pour les manœuvres, le règlement prévoit de leur adjoindre cinq servants auxiliaires empruntés à l'infanterie pour la pièce de 8 et sept servants pour la pièce de 12, mais cet ajout n'est plus nécessaire dès que le train d'artillerie est militarisé à partir de 1800 et que toutes les manœuvres se font avec l'avant-train attelé et, le cas échéant, à la prolonge.

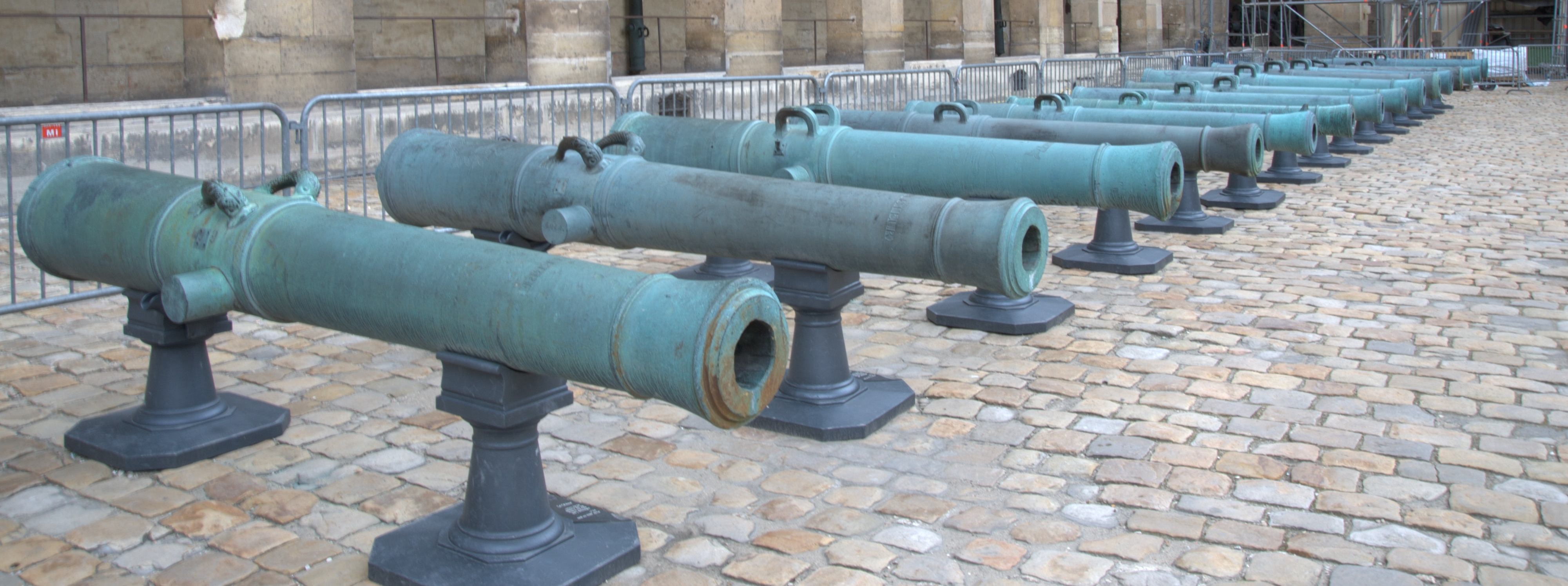
Canons Gribeauval au musée de l'Armée à Paris.

## Hommages

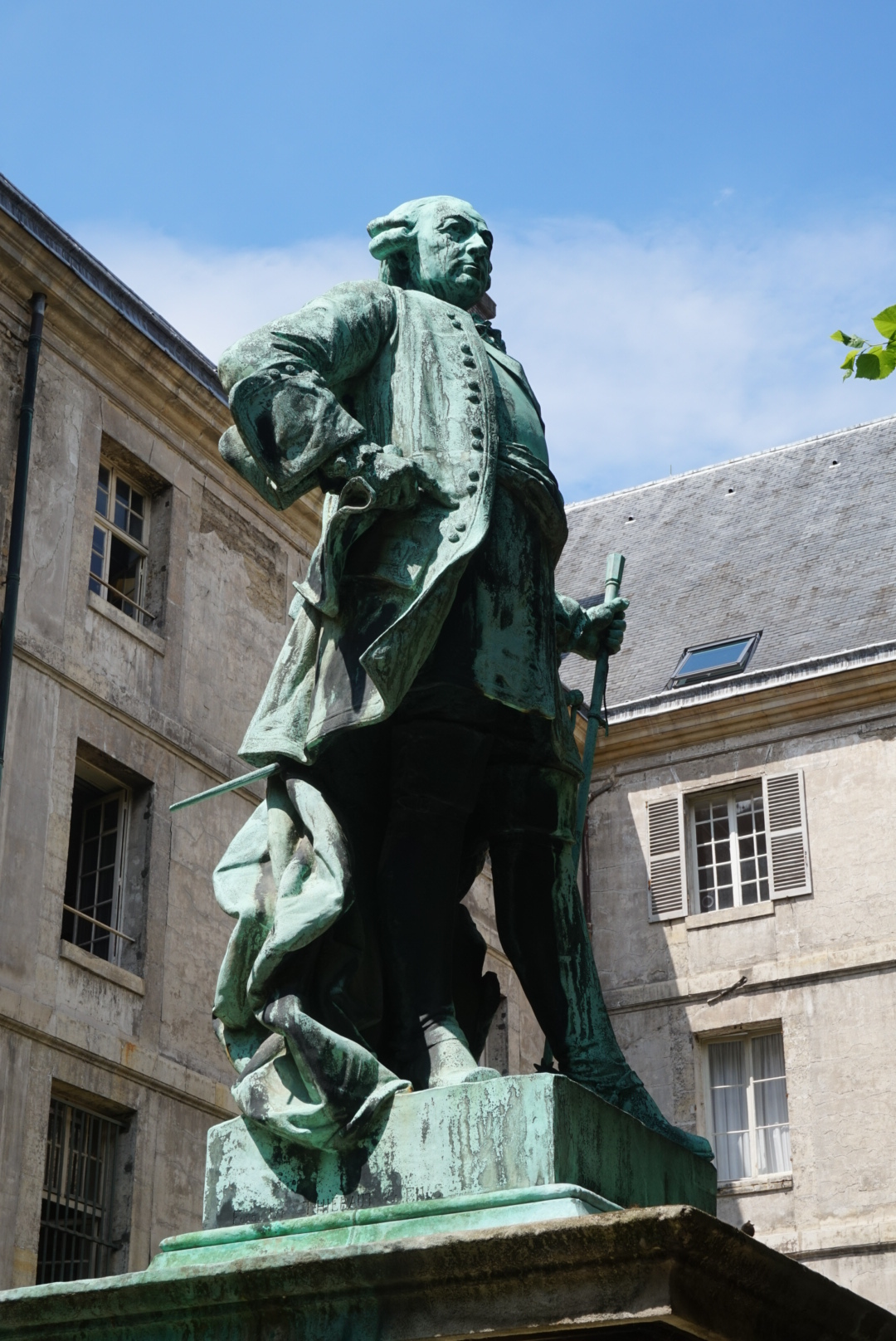
Statue de Gribeauval par Bartholdi exposée dans une des cours de l'Hôtel des Invalides à Paris.

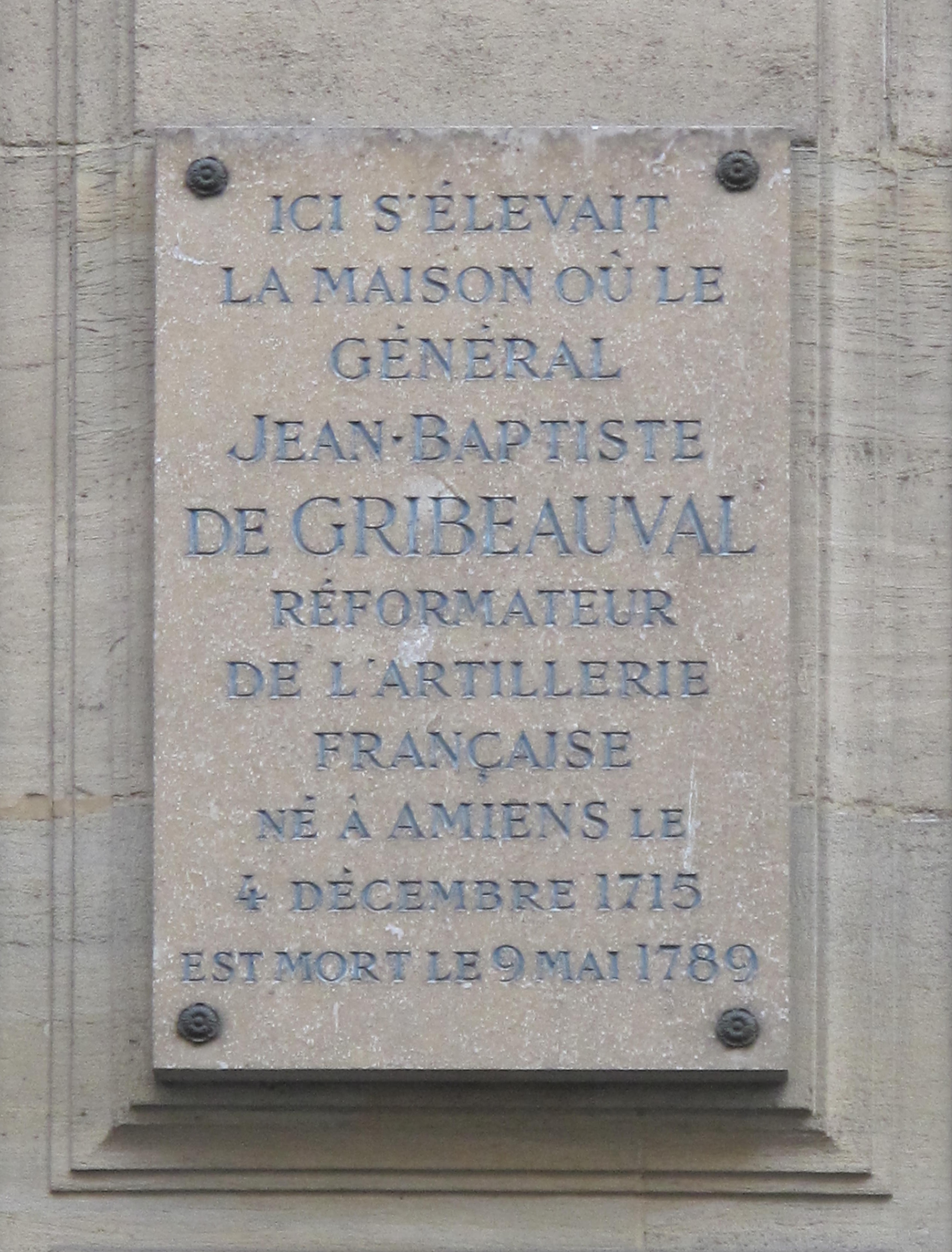
Plaque commémorative au 43 rue de Richelieu à Paris.

- Une rue du 7e arrondissement de Paris porte son nom depuis 1847.
- Une plaque commémorative lui rend hommage au 43 rue de Richelieu (Paris) où il est décédé.
- Une rue de Strasbourg porte aussi son nom, ainsi qu'une rue d'Amiens, sa ville natale et une avenue à Versailles.
- Pierre Desproges faisait souvent référence à ce personnage, se targuant d'être la seule personne à savoir de qui il s'agissait. Son affection pour cet ingénieur militaire lui venait du fait qu'il était né place Jean-Baptiste Vaquette-de-Gribeauval à Pantin.
- La promotion 1984-1985 de l’École militaire du corps technique et administratif (EMCTA) porte le nom de Lieutenant-général de Gribeauval[5].
- Une caserne porte son nom à Nouméa en Nouvelle-Calédonie « Quartier Gribeauval ».
- La promotion 2019 des ingénieurs des études et techniques de l'armement de l'ENSTA Bretagne porte le nom de Lieutenant-général Jean-Baptiste Vaquette de Gribeauval.